# قمدرة (حومة بيجار)
قمدرة (بالفارسية: قمدره) هي قرية تقع في إيران في حومة. يقدر عدد سكانها بـ 0 نسمة بحسب إحصاء 2016.